# Villa Berberich (Heilbronn)
Die Villa Berberich war ein großbürgerliches Wohnhaus an der Karlstraße 141 in Heilbronn.

## Geschichte
Der Offenbacher Architekt Hugo Eberhardt erbaute die Villa Berberich 1905/6 für den Papiergroßhändler Carl Berberich. Die Bausumme wurde laut Bauantrag auf 40.000 Mark geschätzt (entspricht heute etwa 309.000 EUR). Eberhardt errichtete in Heilbronn neben diesem Gebäude auch die Villa Pielenz und die Villa Plappert. Alle drei Gebäude sind im Stil an die englische Landhausarchitektur angelehnt und zeigen den Einfluss des Berliner Architekten Hermann Muthesius. Die Villa Berberich wurde im Zweiten Weltkrieg zerstört und nicht wieder aufgebaut.

## Beschreibung
Im Erdgeschoss des zweigeschossigen Gebäudes verwendete Eberhardt an allen vier Fassadenseiten als auffälliges Gestaltungselement Bruchsteinmauerwerk, das großflächig nur bis zur Unterseite der Fensteröffnungen reichte. An den Gebäudeecken war das Bruchsteinmauerwerk zur Akzentuierung höher ausgeführt. An der Nord- und der Ostseite des Gebäudes war zudem jeweils ein Rundbogenfenster sowie an der Südseite der Haupteingang, der ebenfalls als Rundbogen ausgestaltet war, vollständig mit Bruchsteinmauerwerk umfasst. An der Westseite befand sich ein in Bruchsteinmauerwerk ausgeführter und überdachter Vorbau, dessen Dachfirst bis zur Unterkante des Obergeschosses reichte. Das Obergeschoss wies als Fassadengestaltung eine Holzvertäfelung auf. Ein weiteres typisches Stilmerkmal der Villenarchitektur Hugo Eberhardts war die steile und mächtige Dachlandschaft, die durch mehrere Gauben, Fenster und Schornsteine markant strukturiert war. Im Falle der Villa Berberich war die Grundform des Daches ein großes, steiles Zeltdach. Die Ost- und die Westseite des Daches wiesen zudem breite Schleppgauben mit fünf bzw. zehn Fenstern auf. An der Nordseite befand sich eine große Walmgaube mit fünf Fenstern und Sichtfachwerk. Die Südseite des Daches hatte seitlich links und rechts je ein Zwerchhaus mit Walmdach, das in Form und Größe mit dem Dach der nördlichen Gaube übereinstimmte. Die Dachneigung entsprach in allen drei Fällen der
Neigung des Hauptdaches. Auf der Südseite wies das Hauptdach noch eine mittig eingefügte Fledermausgaube auf, die in einer Linie über dem Haupteingang lag.